# 锯齿海豹属
锯齿海豹属（学名：Pristiphoca）是海豹科下的一个属。

## 下属物种
本属包括以下物种：
- 阿基坦锯齿海豹 Pristiphoca occitana Gervais, 1853
- Pristiphoca rugidens Meyer, 1845